# Rimundas Domarkas

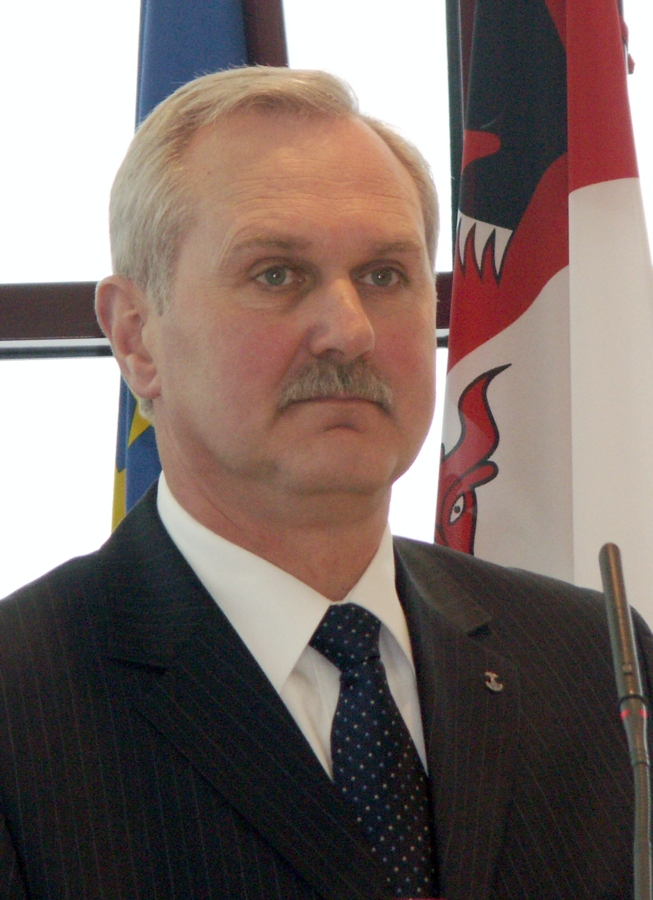
Rimundas Domarkas, 2007

Rimundas Domarkas (* 12. März 1954 in der Oblast Irkutsk) ist ein litauischer konservativer Politiker, ehemaliger Vorsteher des Bezirks Šiauliai.

## Leben
Nach dem Abitur an der Mittelschule absolvierte Domarkas 1977 das Diplomstudium der Elektrotechnik am Politechnikos institutas in Kaunas und wurde Elektroingenieur.
Von 1995 bis 1997 leitete er als Administrator die Verwaltung der Rajongemeinde Šiauliai. Von 1997 bis 2000 war er stellvertretender Leiter und von 2008 bis 2010 Leiter des Bezirks Šiauliai. Von 1997 bis 2000 war er Mitglied im Rat der Rajongemeinde Šiauliai und von 1997 bis 2000 sowie von 2011 bis 2015 Mitglied im Rat der Stadtgemeinde Šiauliai. Von 2001 bis 2007 leitete er als Generaldirektor die IHK Šiauliai und von 2007 bis 2008 als Administrationsdirektor die Verwaltung der Stadtgemeinde Šiauliai. 
Ab 1993 war Domarkas Mitglied der konservativen Partei Tėvynės sąjunga.
Domarkas ist Ratsvorsitzender der Šiaulių universitetas.
Domarkas ist verheiratet. Mit seiner Frau Palmira hat er die Tochter Ieva und den Sohn Justinas.
| Personendaten    | Personendaten                           |
| ---------------- | --------------------------------------- |
| NAME             | Domarkas, Rimundas                      |
| KURZBESCHREIBUNG | litauischer Politiker (Tėvynės Sąjunga) |
| GEBURTSDATUM     | 12. März 1954                           |
| GEBURTSORT       | Oblast Irkutsk                          |